# Sexoholik
Sexoholik – singel polskiego rapera Żabsona, promujący mixtape, zatytułowany Ziomalski Mixtape. Singel został wydany 14 lutego 2020.
Nagranie otrzymało w Polsce status trzykrotnie platynowej płyty, przekraczając liczbę 60 tysięcy sprzedanych kopii.

## Geneza utworu i historia wydania
Utwór napisali i skomponowali Swizzy oraz Mateusz Zawistowski.
Singel ukazał się w formacie digital download 14 lutego 2020 w Polsce za pośrednictwem wytwórni płytowej Universal Music Polska.

## Teledysk
Do utworu powstał teledysk, który udostępniono w dniu premiery singla za pośrednictwem serwisu YouTube.

## Lista utworów
- Digital download[6]

1. „Sexoholik” – 2:40

## Certyfikaty
| Kraj          | Certyfikat         | Sprzedaż |
| ------------- | ------------------ | -------- |
| Polska (ZPAV) | 3x platynowa płyta | 60 000+  |